# Цетфобия
Боязнь китов (цетфобия; англ. Cetaphobia) — редкая фобия, иррациональный страх перед китами и другими морскими млекопитающими (дельфинами, косатками).
Цетфобия затрагивает менее 0,1 % населения, так как киты редко встречаются в повседневной жизни, а страх часто связан с медийными образами или воображением. Для сравнения, арахнофобия встречается у 1 из 10 женщин и 1 из 20 мужчин.

## Причины
- Огромные размеры китов (например, синий кит до 33 м).
- Глубоководная среда, вызывающая чувство неизвестности.
- Медиа или истории, подчеркивающие их мощь (например, образы кашалотов в фильмах).

## Симптомы
- Тревога или паника при виде изображений/видео китов.
- Страх перед водой из-за возможной встречи с китами.
- Физические реакции: потливость, дрожь, учащенное сердцебиение.

Как справляться
- Информация: Узнайте о китах — они редко агрессивны. Например, горбатые киты (12-16 м) питаются планктоном и не нападают на людей.
- Десенсибилизация: Постепенно смотрите фото или видео китов, начиная с мелких видов (например, малый полосатик, 7-10 м).
- Релаксация: Практикуйте дыхательные упражнения (4 секунды вдох, 4 — выдох) при мыслях о китах.
- Терапия: Психолог может помочь через экспозиционную терапию или КПТ.

Цетфобия редко упоминается в научной литературе как отдельная фобия, но классифицируется как специфическая фобия, связанная с животными, согласно DSM-5.